# کیندرفورد
latitudeکیندرفوردlongitudeکیندرفورد
کیندرفورد (به انگلیسی: Cinderford) یک منطقهٔ مسکونی در انگلستان است که در جنوب غربی انگلستان واقع شده‌است.

## خصوصیات
کیندرفورد ۸٬۱۱۶ نفر جمعیت دارد.